# Островский, Исаак Еремеевич
Исаак Еремеевич Островский (25 марта 1909, Константиноград, Полтавская губерния — 13 января 2002) — советский и украинский учёный в области радиофизики, профессор, доктор технических наук, лауреат Сталинской премии.

## Биография
Родился 12 марта (по старому стилю) 1909 года в Константинограде Полтавской губернии в семье гадячского мещанина Еремея Лейзеровича Островского и Цивьи Ицковны Островской. После окончания трудовой школы (1928) поступил на физическое отделение Харьковского физико-химико-математического института. В 1932 г. защитил дипломную работу и был зачислен на должность ассистента кафедры физики Харьковского химико-технологического института. В этом вузе преподавал до его расформирования в 1950 году, с 1948 г. зав. кафедрой физики.
По совместительству:
- 1934—1937 научный сотрудник отдела биофизики Всеукраинского института экспериментальной медицины;
- 1938—1941 научный сотрудник радиоактивной лаборатории Физикотехнического института.

После начала Великой Отечественной войны вместе с ХХТИ эвакуирован в г. Чирчик Узбекской ССР. В 1944 г. вернулся в Харьков и был принят на работу в Физикотехнический институт старшим научным сотрудником отдела электромагнитных колебаний. В 1946 г. защитил кандидатскую диссертацию, в 1947 г. присвоено звание доцента.
В 1955 г. присвоено учёное звание старшего научного сотрудника.
С 1955 г. заведующий отделом распространения радиоволн Института радиофизики и электроники АН УССР.
В 1970 г. присвоено учёное звание профессора.
С 1983 г. — ведущий научный сотрудник-консультант ИРЭ АН УССР, а затем Радиоастрономического института НАН Украины.

## Научная деятельность
Во второй половине 1940-х гг. участвовал в экспедициях на Балтийском и Чёрном морях, проводил эксперименты, которые позволили установить взаимосвязь радиофизических и метеорологических параметров. Была разработана методика оценки дальности радионаблюдения надводных целей по метеорологическим параметрам, которая была внедрена в ВМФ СССР. За эту работу вместе с группой научных сотрудников ФТИ АН УССР в 1952 г. стал лауреатом Сталинской премии.
В 1960-е гг. возглавлял исследования в области рассеяния радиоволн на поверхности моря (морская радиолокация). Была установлена связь характеристик радиолокационных сигналов, отраженных от поверхности моря, с параметрами морского волнения.
По результатам этих исследований подготовил и в 1965 г. защитил докторскую диссертацию.
Создатель научной школы в области распространения радиоволн и радиоокеанографии (5 докторов и 15 кандидатов наук).

### Научные труды
Автор более 150 научных работ, в том числе 5 изобретений и 3 монографий.
Сочинения:
- Графический расчет длинных линий без потерь / С. Я. Брауде, И. Е. Островский // Труды Харьковского политехнического института : сб. науч. тр. / Харьковский политехнический ин-т. — Харьков : ХГУ, 1954. — Т. III: Электрорадиотехника, Вып. 1. — С. 17-22